# Evangelický kostel (Utsjoki)
Evangelický kostel poblíž laponského města Utsjoki je nejseverněji položeným kostelem Finska a současně i Evropské unie. Památkově chráněný kostel se nachází u jezera Mantojärvi, asi 5 km jižně od vesnice Utsjoki.

## Historie
Kostel byl vystavěn v letech 1850–1853 ze šedé žuly po vzoru chrámu Tuomiokircho v Turku. Oltářní obraz zpodobňující Nanebevstoupení Páně je z roku 1924. 
Kostel je památkově chráněn spolu se soustavou „kostelních chýší“, kde jeho návštěvníci nocovali, sakristií, která je jediným pozůstatkem dřívějšího srubového kostela z roku 1700, a zděnou empírovou farou, postavenou roku 1843. Na faře je věřícími užíván laponský zpěvník Suoma samii salbmakirji, jenž obsahuje píseň bratrského biskupa Jana Roha; do zpěvníku píseň zařadil Hemminki Maskulainen. Pod písní je vysvětlivka: „Jan Horn (bömilaš, n. 1490–1547) – Hemminki Maskulainen 1614.“ Finský evangelický zpěvník obsahuje tři žalmy českého původu.

## Galerie

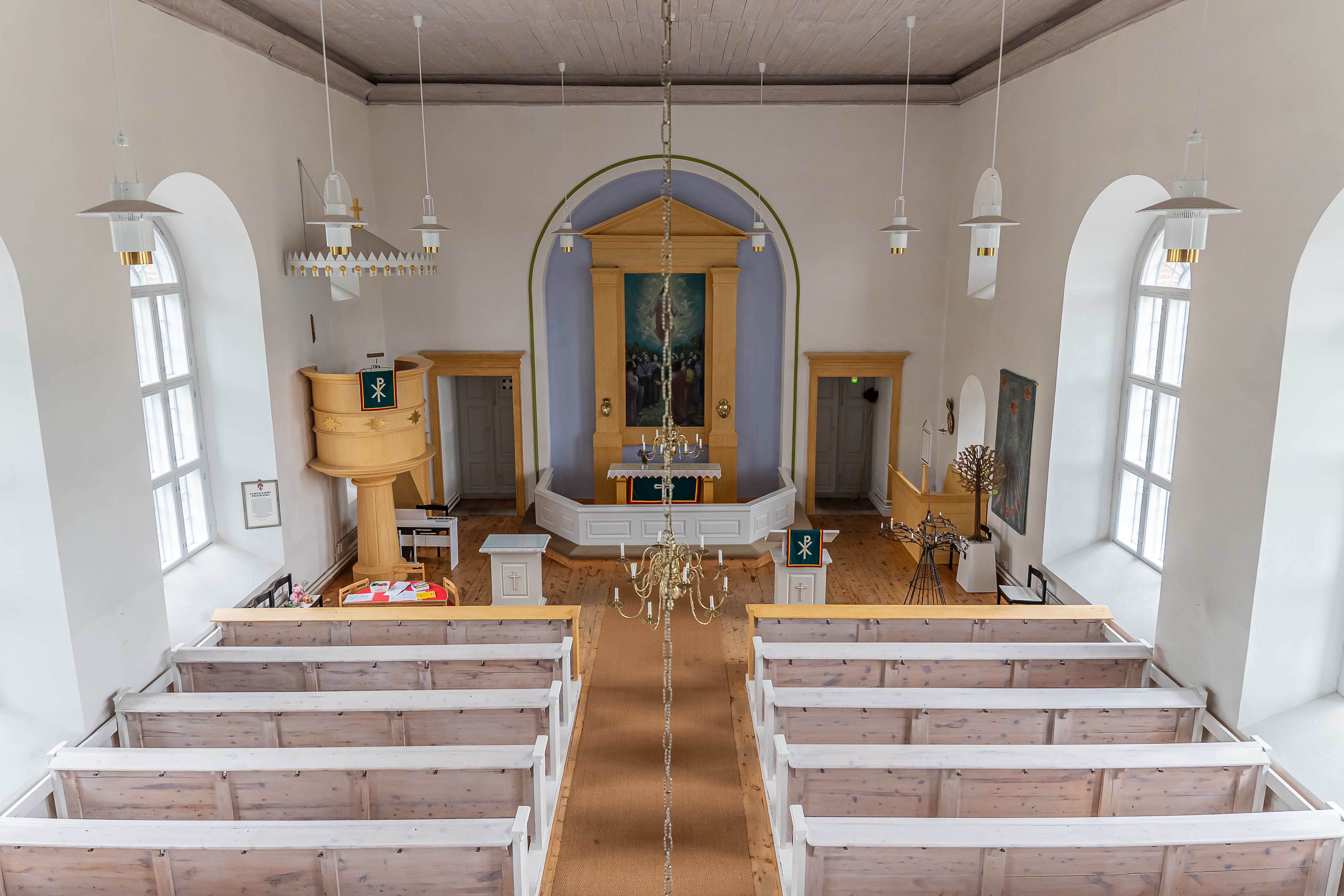
Interiér kostela
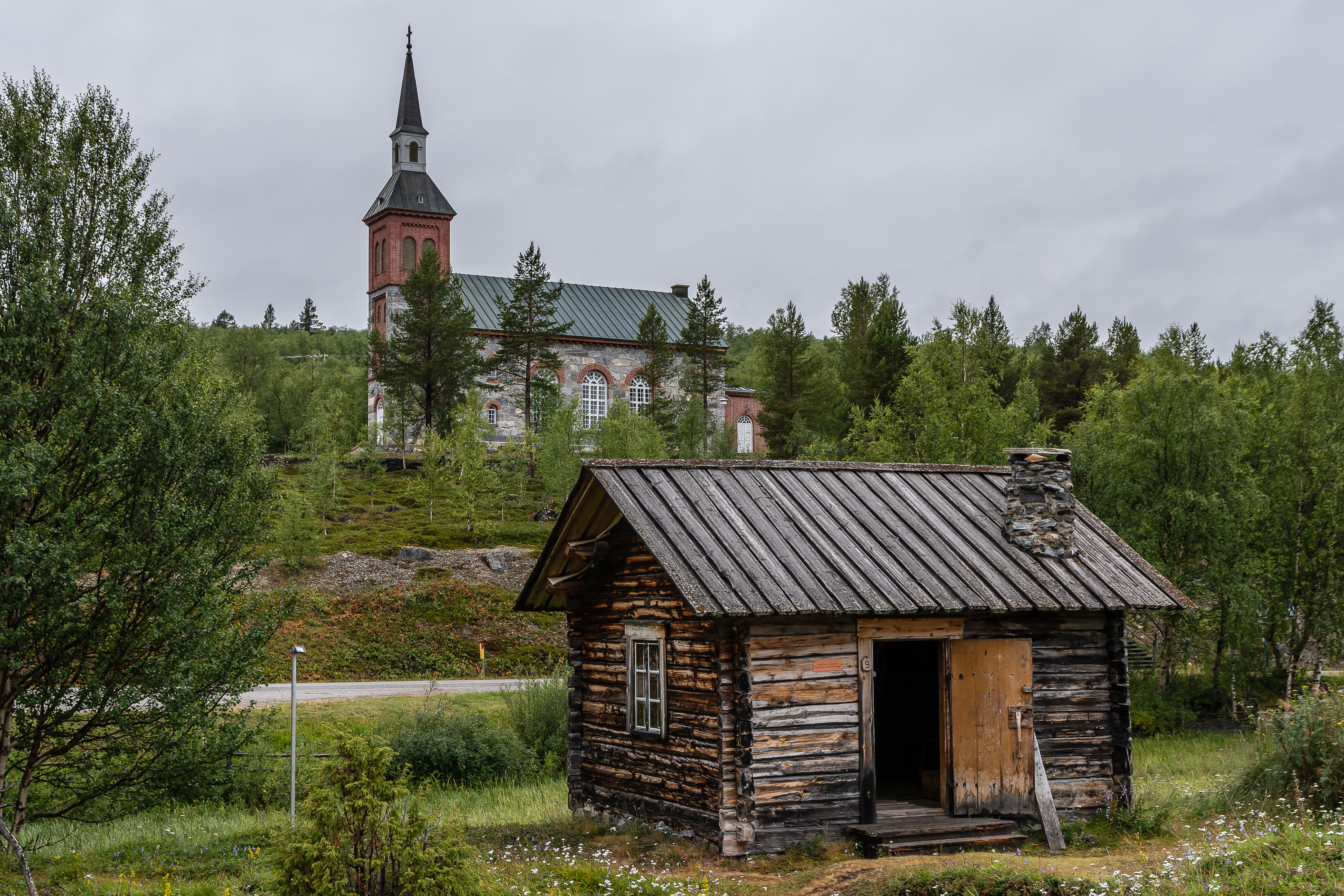
Kostelní chýše, kostel
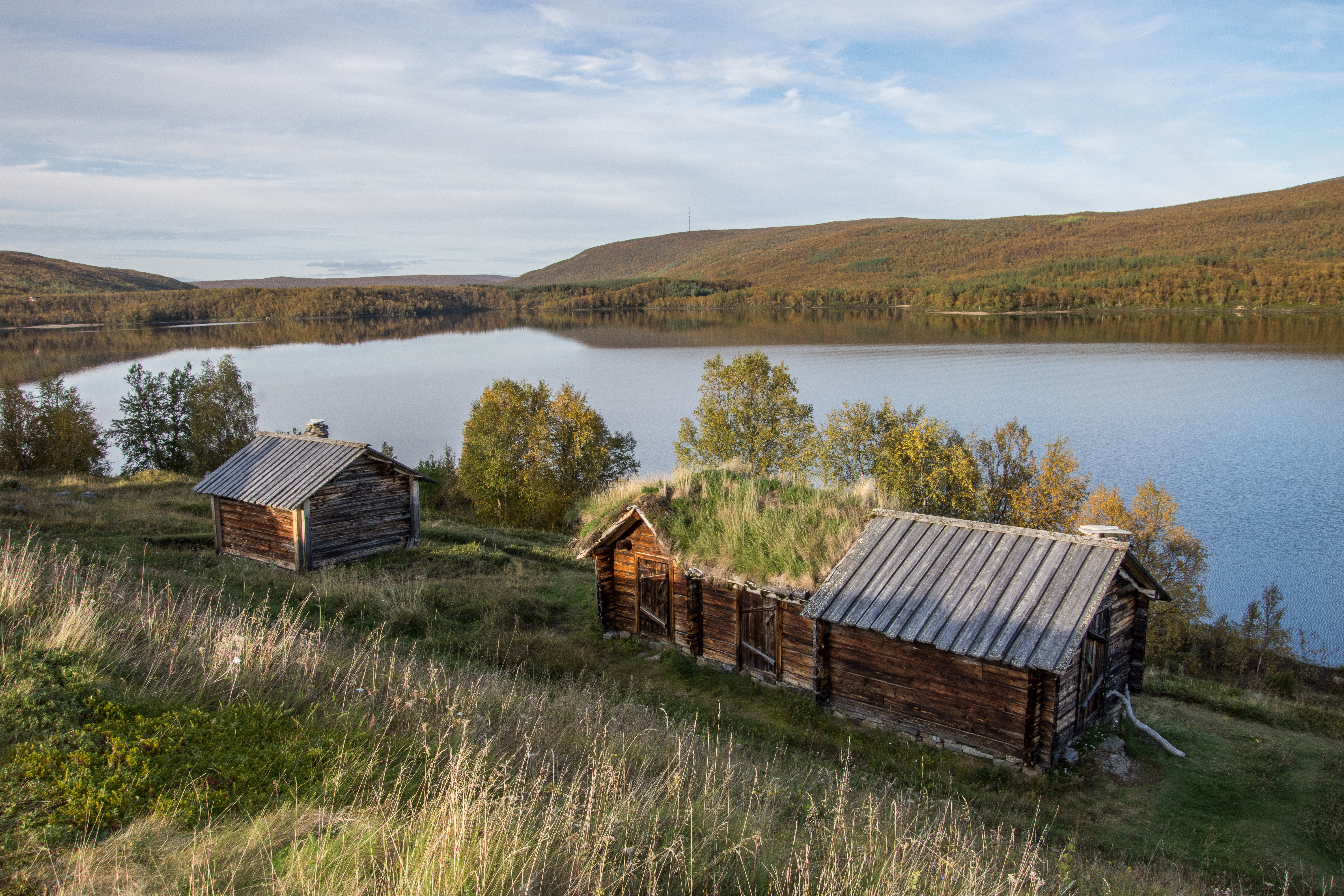
Kostelní chýše u jezera
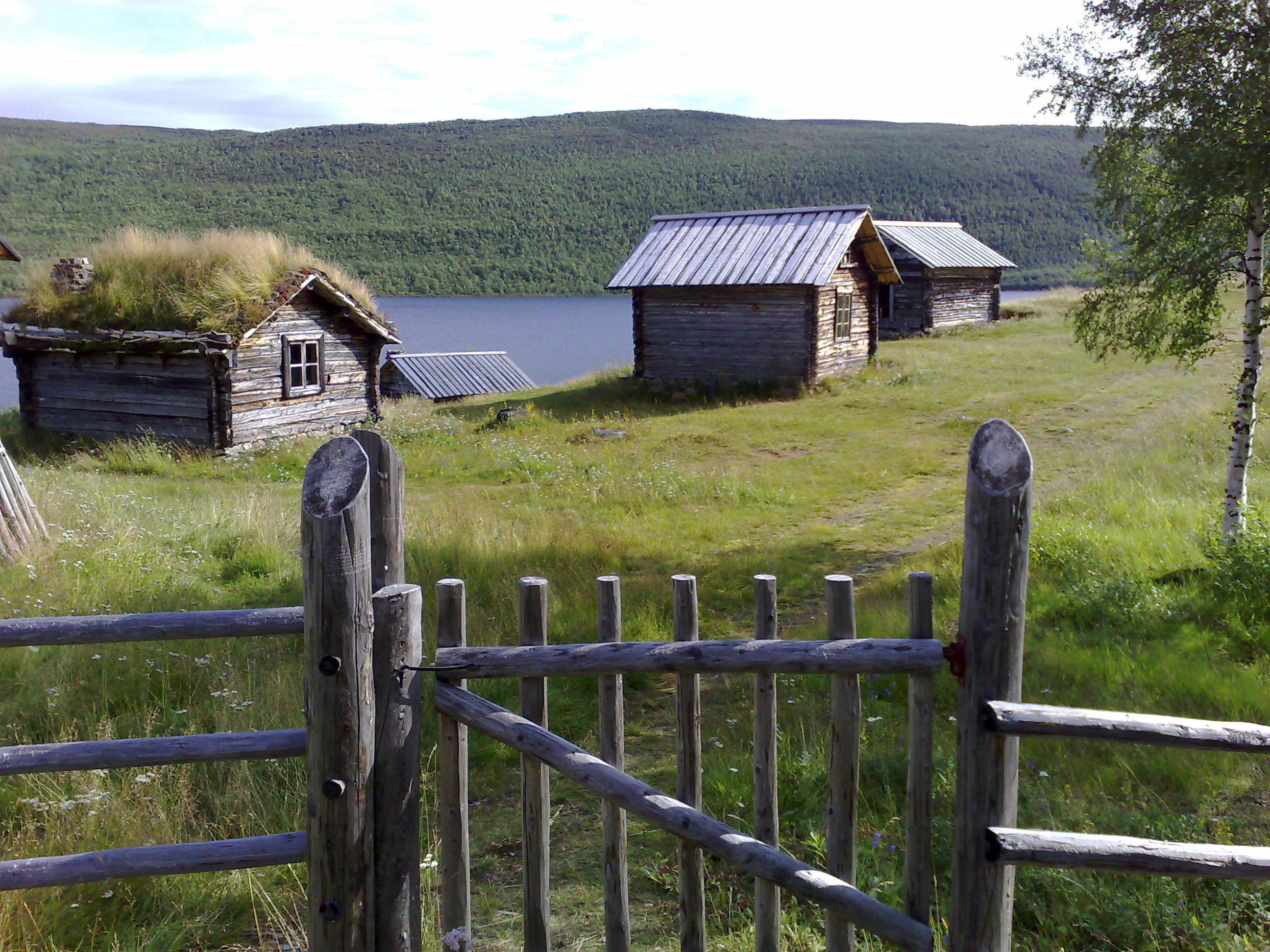
Kostelní chýše u jezera